# Ilan Eshkeri

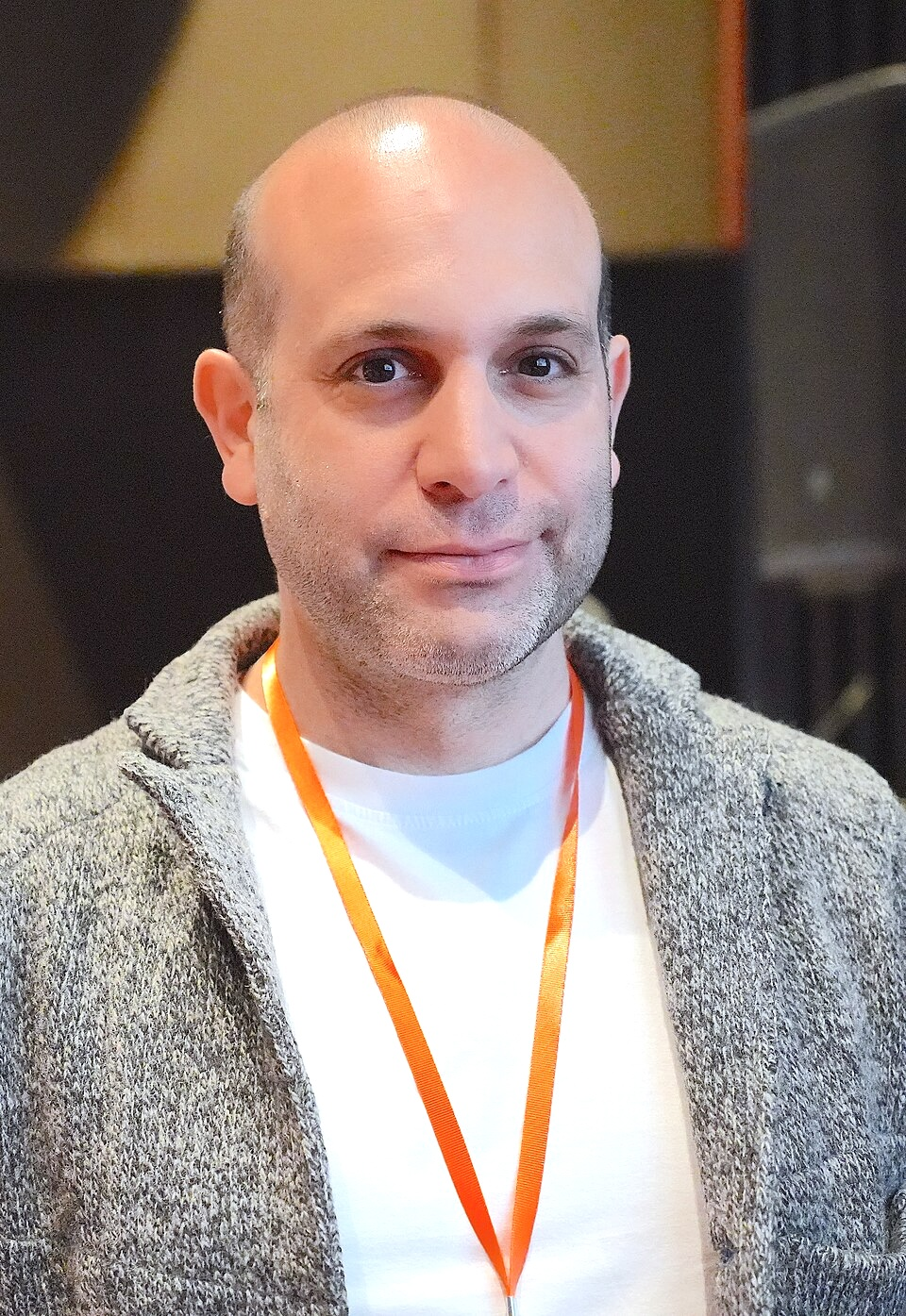
Ilan Eshkeri (2025)

Ilan Eshkeri é um compositor inglês de bandas sonoras clássicas. 
Em 2004, Ilan Eshkeri inicia a primeira colaboração com Matthew Vaughn no filme Layer Cake - Crime Organizado. Em 2007, fez a parceria com Eshkeri/Vaughn: Stardust - O Mistério da Estrela Cadente.